# Alba dei giorni bui
Alba dei giorni bui è un romanzo di Giulio Angioni pubblicato nel 2005 da Il Maestrale.

## Trama
Alba Pistis è la sorella maggiore dei gemelli Carlo e Valentina, verso i quali si comporta come una madre, specie dopo la morte dei genitori e nonostante i suoi impegni di lavoro notturno in un istituto di genetica. Eppure Alba non si accorge delle difficoltà esistenziali dei suoi fratelli, e scopre all'improvviso, per rivelazione di Valentina, che Carlo è un tossicodipendente. Il suo impegno per "salvare Carlo" si dispiega in modo totale, ma entrando sempre più in difficoltà intollerabili anche per il suo impegno di sorella maggiore, che sente verso Carlo la responsabilità di supplire i genitori morti, che, tra l'altro, alcuni atteggiamenti malati di Carlo le ricordano continuamente. Il dramma familiare si acuisce con la partenza da casa di Velentina. E Carlo non fa progressi, ma regredisce anche fisicamente, dall'atleta che è stato, apneista, preso nella sua trappola senza scampo.

## Edizioni
- Il Maestrale 2005: ISBN 978-88-86109-91-8
- Il Maestrale 2009: ISBN 978-88-89801-88-8